# Katedra w Carlisle
Katedra w Carlisle (ang. Carlisle Cathedral, pełna nazwa Cathedral Church of the Holy and Undivided Trinity, Kościół Katedralny Świętej i Niepodzielnej Trójcy) – katedra diecezji Carlisle Kościoła Anglii.
Kościół klasztorny i katedralny, obecnie tylko katedralny. Powstała na początku XII wieku; wielokrotnie przebudowywana aż do początku XV wieku, w 1652 roku przebudowa zachodniej części; w 1764 roku drobne przeróbki; w 1846 (Thomas Nelson) i w latach 1853-1857 restauracje wykonane przez Ewana Christiana; w latach 50. XX wieku prace restauracyjne w zakrystii. Najstarsze części są wykonane z mieszanki bloków czerwonego i karbonowego piaskowca; reszta jest wykonana z ciosów czerwonego piaskowca, poważnie odrestaurowanych, na fazowanych fundamentach, z ukośnym przyporami podpieranymi przez pinakle, przebiegi kordonowe, ząbkowane gzymsy i solidne parapety, wieża blankowana. Stromo opadające ołowiane dachy, miedziane na południowym transepcie i płaskie na wieży; szczyty zwieńczone, przy wschodnim szczycie liczne krzyżowe kwiatony. Na początku XII wieku nawa główna posiadała 7 przęseł, obecnie 2 zatoczki z fragmentem trzeciego pozostałym jako przypora, z nawami bocznymi i północną zakrystią. Południowy transept powstał również w XII wieku; znajduje się w nim XIII-wieczna kaplica rodowa (poświęcona świętej Katarzynie); północny transept powstał w późnym XIV wieku i mieści pozostałości z wcześniejszego transeptu z XII wieku (oryginalny transept musiał zostać rozebrany, gdy wieża runęła w 1380 roku). Wieża odbudowana pod koniec XIV i na początku XV wieku.